# Węgrzce (województwo małopolskie)
Węgrzce – wieś w Polsce położona w województwie małopolskim, w powiecie krakowskim, w gminie Zielonki. Leży na północ od Krakowa, przy DK7 do Warszawy.
Od 1941 do 1954 r. istniała gmina Węgrzce. W latach 1954–1972 wieś podlegała gromadzie Węgrzce.
Integralne części miejscowości: Czekaj, Sudół.

## Położenie
Węgrzce według regionalizacji fizycznogeograficznej położone są na Płaskowyżu Proszowickim (342.23), należącym do makroregionu Niecka Nidziańska (342.2), w podprowincji Wyżyna Małopolska (342). Wzdłuż zachodniego skraju miejscowości przebiega DK7, w pobliżu jej wschodniej granicy przepływa natomiast Sudół Dominikański, lewy dopływ Białuchy (Prądnika).
Większa część miejscowości położona jest w otulinie Dłubniańskiego Parku Krajobrazowego.
Pod względem administracyjnym wieś zlokalizowana jest w województwie małopolskim, w powiecie krakowskim, w gminie Zielonki, w jej południowo-wschodniej części, około 6,5 km w linii prostej na północ od centrum Krakowa. Graniczy z następującymi jednostkami:
- miejscowością Bosutów (gmina Zielonki) od północy[b] oraz od wschodu,
- miejscowością Dziekanowice (gmina Zielonki) od wschodu,
- Dzielnicą XV Mistrzejowice miasta Kraków od południowego wschodu,
- Dzielnicą IV Prądnik Biały miasta Kraków od południa,
- miejscowością Bibice (gmina Zielonki) od zachodu.

Biorąc pod uwagę powierzchnię wynoszącą 462,61 ha Węgrzce są trzecią co do wielkości miejscowością w gminie Zielonki obejmującą 9,52% powierzchni gminy.
Najwyżej położony obszar wsi znajduje się na jej północno-zachodnim skraju (w pobliżu DK7) na wysokości około 308 m n.p.m., najniższy na krańcu południowo-wschodnim, w korycie potoku Sudół Dominikański, u zbiegu granic Węgrzc, Dziekanowic i Dzielnicy XV Mistrzejowice, na wysokości około 230 m n.p.m.
Pod względem historycznym Węgrzce były wsią dóbr prestymonialnych kapituły katedralnej krakowskiej położoną w powiecie proszowickim województwa krakowskiego w końcu XVI wieku. W latach 1975–1998 miejscowość administracyjnie należała do województwa krakowskiego.

## Etymologia
Węgrzce to nazwa o charakterze etnicznym, utworzona od Węgrów (ludzi pochodzących z Węgier). Dawna nazwa wsi Vengerce oznaczała dosł. wieś Węgrów. Za koncepcją tą przemawia prawdopodobna obecność w tych okolicach osadników lub jeńców węgierskich, co znalazło odzwierciedlenie w nazwach kilku innych, okolicznych wsi, wywodzących się, jak się przypuszcza, z języka węgierskiego (por.: Batowice od báttya – stryj, Bibice od bíbic – czajka, Boleń od bölény – tur, żubr, Bosutów od bosszú – zemsta.

## Historia
- Na terenie dzisiejszych Węgrzc odkryte zostały groby szkieletowe datowane na 2500–1700 p.n.e., czyli pochówki zmarłych w pozycji skurczowej wraz z narzędziami codziennego użytku.
- Wieś Węgrzce powstała za panowania Bolesława Krzywoustego (1102–1138).
- 1350 – pierwsza wzmianka o wsi Węgrzce[17]. Nosiła wówczas nazwę Vangerce i była prawdopodobnie zamieszkana przez Węgrów.
- 1440 – dzisiejsze Węgrzce otrzymują przywilej lokacyjny.
- 1490 – nazwa wsi brzmi już Wągercze.
- 1581 – kolejna nazwa: Wękrcze.
- 1887 – budowa Węgrzeckiego fortu GHW 47a.
- 1906–1907 – Stanisław Wyspiański mieszka w Węgrzcach. Późnym latem 1906 zakupił w Węgrzcach okazały dom i przeniósł się tam z żoną. W domu tym zorganizował także pracownię. Jednak w tym okresie życia artysta był już bardzo schorowany i z pracowni rzadko korzystał – powstało w niej tylko kilka rysunków. W Węgrzcach artysta napisał swoje dwa ostatnie dramaty – "Zygmunt August" i "Juliusz II". Latem 1907 w jego domu odbyły się głośne dożynki z udziałem przyjaciół artysty i mieszkańców.
- 1914 – w celu odsłonięcia pola ostrzału fortu zabudowa wsi (wraz z domem Wyspiańskiego) została zrównana z ziemią.
- 1922 – powstanie jednostki straży pożarnej w Węgrzcach.
- 19 stycznia 1945 – wyzwolenie spod okupacji niemieckiej.
- 1969 – w stulecie urodzin Wyspiańskiego, w miejscu jego domu ustawiono kamienny obelisk z tablicą pamiątkową.
- 1974 – postawienie pamiątkowego obelisku ku czci Stanisława Wyspiańskiego.
- 1976 – utworzenie parafii w Węgrzcach.
- 1980 – odsłonięcie Pomnika Żołnierzy Armii Radzieckiej i Mieszkańców Poległych w Czasie II Wojny Światowej.

## Demografia
Liczba mieszkańców Węgrzc w okresie dwudziestu lat zwiększyła się o blisko 50%, przekraczając poziom 3450 osób w roku 2023.
Źródła danych oraz rodzaje (nazwy) i terminy spisów, jeśli dostępne:
- 1787[18];
- 1789[18] – Lustracja dymów i podanie ludności;
- 1808[19] – Spis wojskowy ludności Galicji;
- 1921[20] – Pierwszy Powszechny Spis Ludności – dane na 30. września;
- 1931[20] – Drugi Powszechny Spis Ludności – dane na 9. grudnia;
- 1988[21] – Narodowy Spis Powszechny 1988 – dane na 6. grudnia;
- 2002[21] – Narodowy Spis Powszechny Ludności i Mieszkań 2002 – dane na 20. maja;
- 2003, 2004 i 2006[22] oraz 2009–2024[3] – dane własne Urzędu gminy Zielonki na 31. grudnia danego roku.

## Zabytki

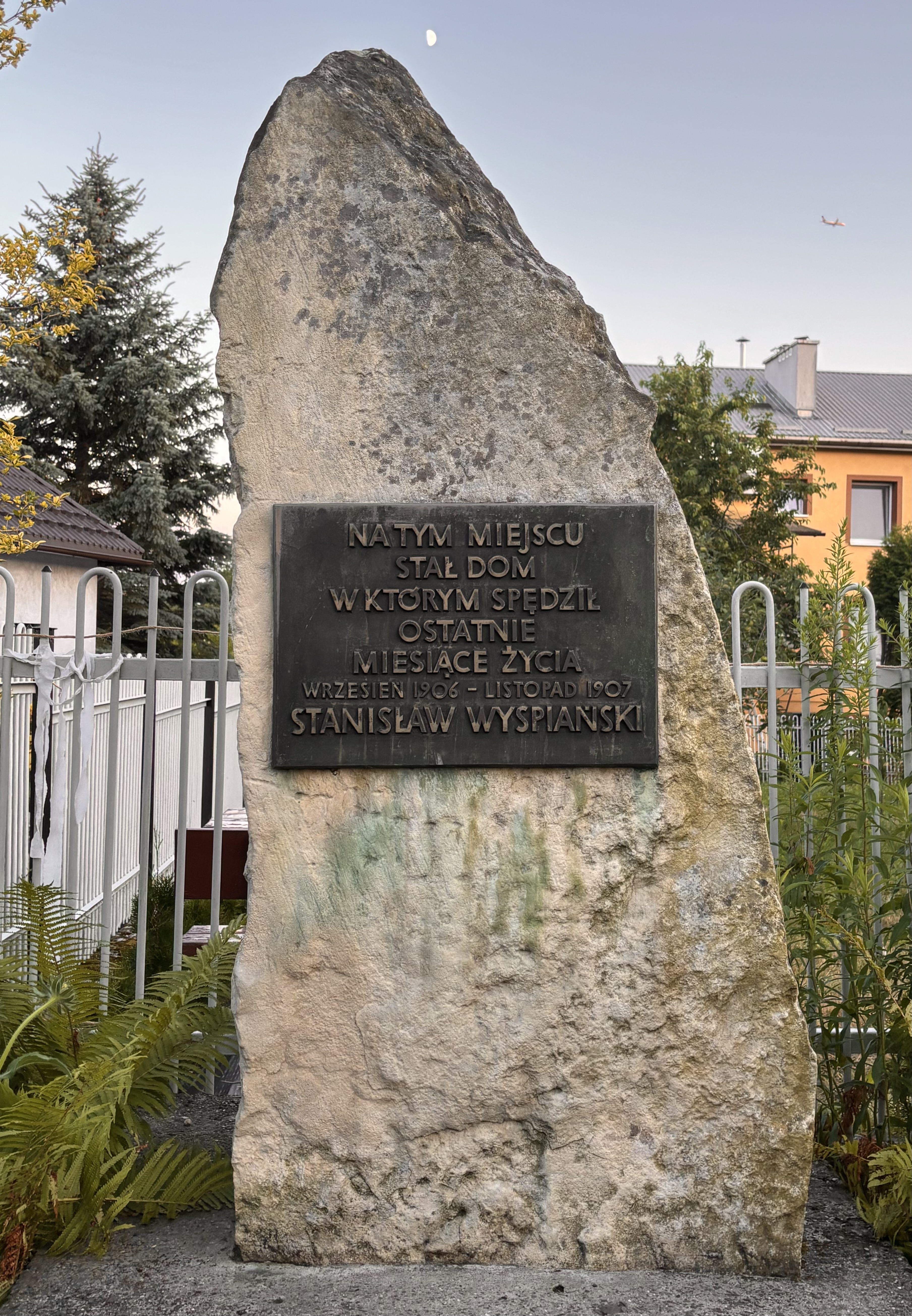
Obelisk w miejscu dawnego domu Stanisława Wyspiańskiego

Obiekty wpisane do rejestru zabytków nieruchomych województwa małopolskiego.
- Grupa fortowa: fort 47 „Łysa Góra” i fort 47a „Węgrzce”.

### Inne
- Budynek podworski franciszkanek z XIX/XX w. oraz pozostałości dawnego parku ze stawami. Dwór wraz z otoczeniem stanowi własność Wojewódzkiej Stacji Doświadczalnej Oceny Odmian.
- Pomnik ku pamięci żołnierzy Armii Radzieckiej – „Żołnierzom Armii Radzieckiej, poległym w dniach 17–18 stycznia 1945 r. oraz poległym i pomordowanym przez okupantów hitlerowskich mieszkańców gminy, społeczeństwo w 35 rocznice wyzwolenia”
- Obelisk na miejscu domu Stanisława Wyspiańskiego – „Na tym miejscu stał dom, w którym spędził ostatnie miesiące życia wrzesień 1906 – listopad 1907 Stanisław Wyspiański”

## Oświata
W Węgrzcach funkcjonują następujące placówki oświatowe:
- 3 przedszkola:
  - Niepubliczne Przedszkole „Chata Skrzata” filia w Bibicach (ul. B4 15) utworzone w 2010 r.[d] – 49 przedszkolaków;
  - Niepubliczne Przedszkole „Kubusiowy Ogród” (ul. A4 16) utworzone w 2014 r. – 55 przedszkolaków;
  - Przedszkole Bajkolandia 2 (ul. B4 44a) utworzone w 2015 r. – 68 przedszkolaków;
- Niepubliczna Placówka Oświatowo-Wychowawcza Ekoland (ul. A9 2) utworzona w 2016 r., która prowadzi zajęcia taneczne, baletowe oraz capoeiry dla dzieci i dorosłych;
- Niepubliczna Placówka Doskonalenia Nauczycieli „Perfectus” (ul. Warszawska 15[e]) utworzona w 2018 r., która prowadzi kursy doskonalące dla nauczycieli.

W 2000 r. w budynku wielofunkcyjnym w Węgrzcach zostało utworzone przedszkole samorządowe. Jego siedzibę przeniesiono do Bibic w 2004 r., do budynku przy ul. Tadeusza Kościuszki 56 zajmowanego wcześniej przez tamtejszą szkołę podstawową. Obecnie przedszkole to funkcjonuje jako Przedszkole Samorządowe w Węgrzcach z siedzibą w Bibicach.
Najbliższą szkołą podstawową, obejmującą swym obwodem Węgrzce jest Szkoła Podstawowa im. Stanisława Wyspiańskiego w Bibicach.